# Lasianthus chinensis
Lasianthus chinensis là một loài thực vật có hoa trong họ Thiến thảo. Loài này được (Champ.) Benth. mô tả khoa học đầu tiên năm 1861.